# Europees kampioenschap basketbal mannen 2005
Eurobasket 2005 is het 34e gehouden Europees Kampioenschap basketbal. Eurobasket 2005 werd georganiseerd door FIBA Europe. Zestien landen die ingeschreven waren bij de FIBA, namen deel aan het toernooi dat gehouden werd in september 2005 te Belgrado, Servië en Montenegro. Het basketbalteam van Griekenland won in de finale van het toernooi met 78-62 van Duitsland, waarmee het de winnaar werd van Eurobasket 2005. De strijd om de derde en vierde plaats werd beslecht door Frankrijk en Spanje. Het team van Frankrijk won de wedstrijd ruim met 98-68.

## Eindklassement
1. Griekenland
2. Duitsland
3. Frankrijk
4. Spanje
5. Litouwen
6. Slovenië
7. Kroatië
8. Rusland
9. Israël
10. Italië
11. Servië en Montenegro
12. Turkije
13. Bosnië en Herzegovina
14. Bulgarije
15. Letland
16. Oekraïne

## Teams
| Goud | Zilver | Brons | 4 |
| Griekenland Theodoros Papaloukas Vassilis Spanoulis Nikolaos Zisis Ioannis Bourousis Panagiotis Vasilopoulos Antonis Fotsis Nikos Chatzivrettas Dimos Dikoudis Kostas Tsartsaris Dimitris Diamantidis Lazaros Papadopoulos Michalis Kakiouzis | Duitsland Mithat Demirel Robert Garrett Demond Greene Marko Pešić Denis Wucherer Pascal Roller Misan Haldin Sven Schultze Stephen Arigbabu Patrick Femerling Dirk Nowitzki Robert Maras | Frankrijk Frédéric Fauthoux Mickaël Gelabale Antoine Rigaudeau Cyril Julian Mickaël Piétrus Tony Parker Mamoutou Diarra Florent Piétrus Jérôme Schmitt Boris Diaw Frédéric Weis Sacha Giffa | Spanje Rudy Fernández Iker Iturbe Carlos Cabezas Juan Carlos Navarro José Calderón Felipe Reyes Carlos Jiménez Sergi Vidal Sergio Rodríguez Iñaki de Miguel Fran Vázquez Jorge Garbajosa |

| Eurobasket 2005 winnaar  |
| ------------------------ |
| Griekenland Tweede titel |

## Individuele prijzen

### MVP (Meest Waardevolle Speler)
- Dirk Nowitzki

### All-Star Team
- Theodoros Papaloukas
- Juan Carlos Navarro
- Dimitris Diamantidis
- Dirk Nowitzki
- Boris Diaw